# Glycyrrhiza acanthocarpa
Glycyrrhiza acanthocarpa là một loài thực vật có hoa trong họ Đậu. Loài này được John Lindley mô tả khoa học đầu tiên năm 1838 dưới danh pháp Indigofera acanthocarpa. Năm 1919, John McConnell Black chuyển nó sang chi Glycyrrhiza.

## Phân bố
Loài này có tại New South Wales, Queensland, Nam Úc, Victoria, Tây Úc.

## Mô tả
Cây bụi cao 60-80 cm, thân rễ mập, mọc thẳng đứng và có góc cạnh, nhiều cành, các cành sần sùi, lá kép lông chim với 5 đôi lá chét có lông tơ dính; lá chét thẳng-hình mác, có mấu nhọn, mép sần sùi, cành hoa dài bằng lá. Các tế bào bao phấn hợp lại tại đỉnh, và mảnh vỏ trước nhỏ hơn mảnh vỏ sau ở tất cả các bao phấn, trong số đó 5 bao phấn nhỏ hơn và nằm trên các chỉ nhị ngắn. Quả đậu gần thuôn tròn-hình xoan ép dẹp, có mấu nhọn dạng gai, chứa 1 hạt hình trứng ngược ép dẹp, bóng, màu xanh lục xỉn lốm đốm nâu. Ra hoa tháng 12-4, tạo quả tháng 4-5.

## Thư viện ảnh

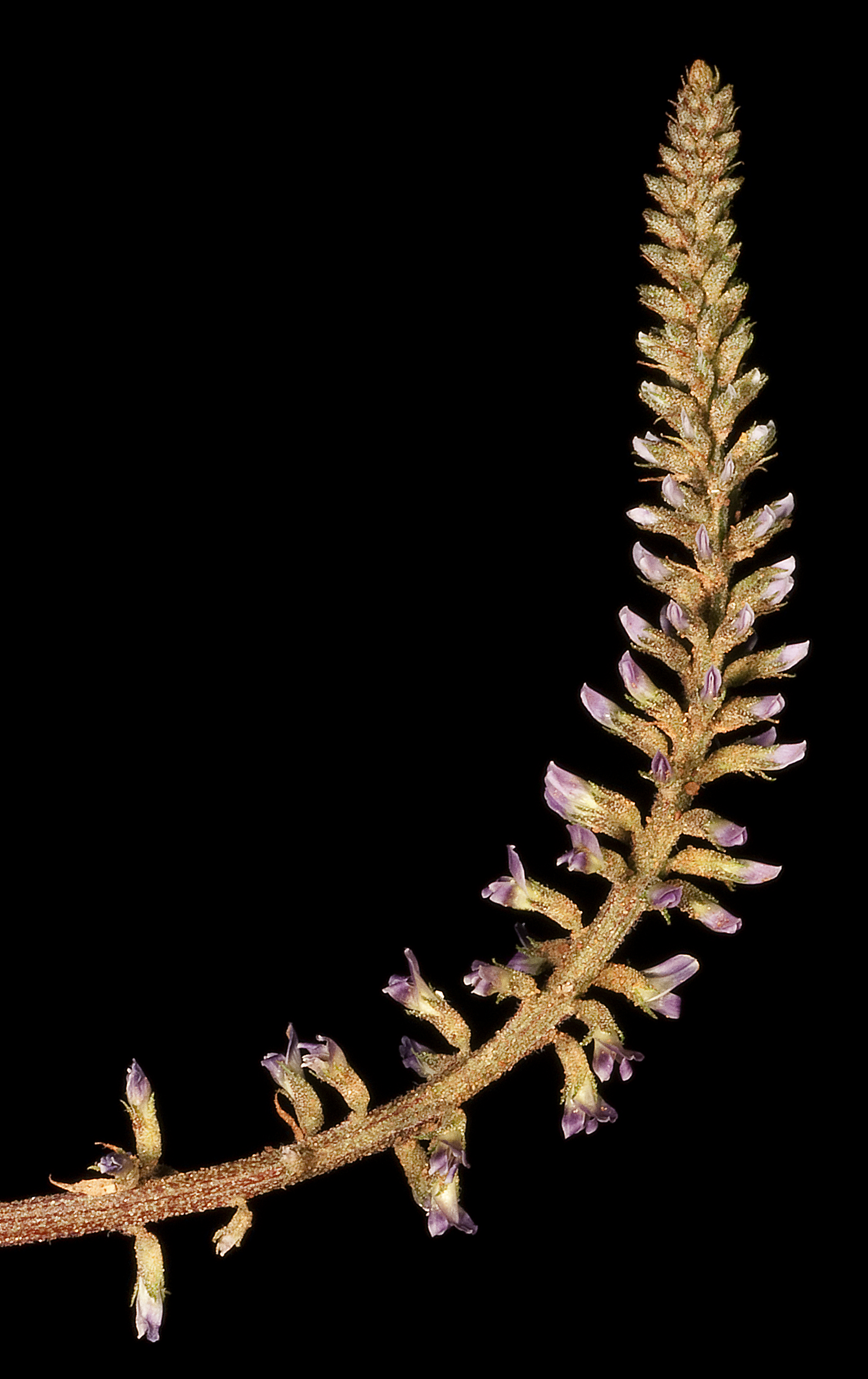
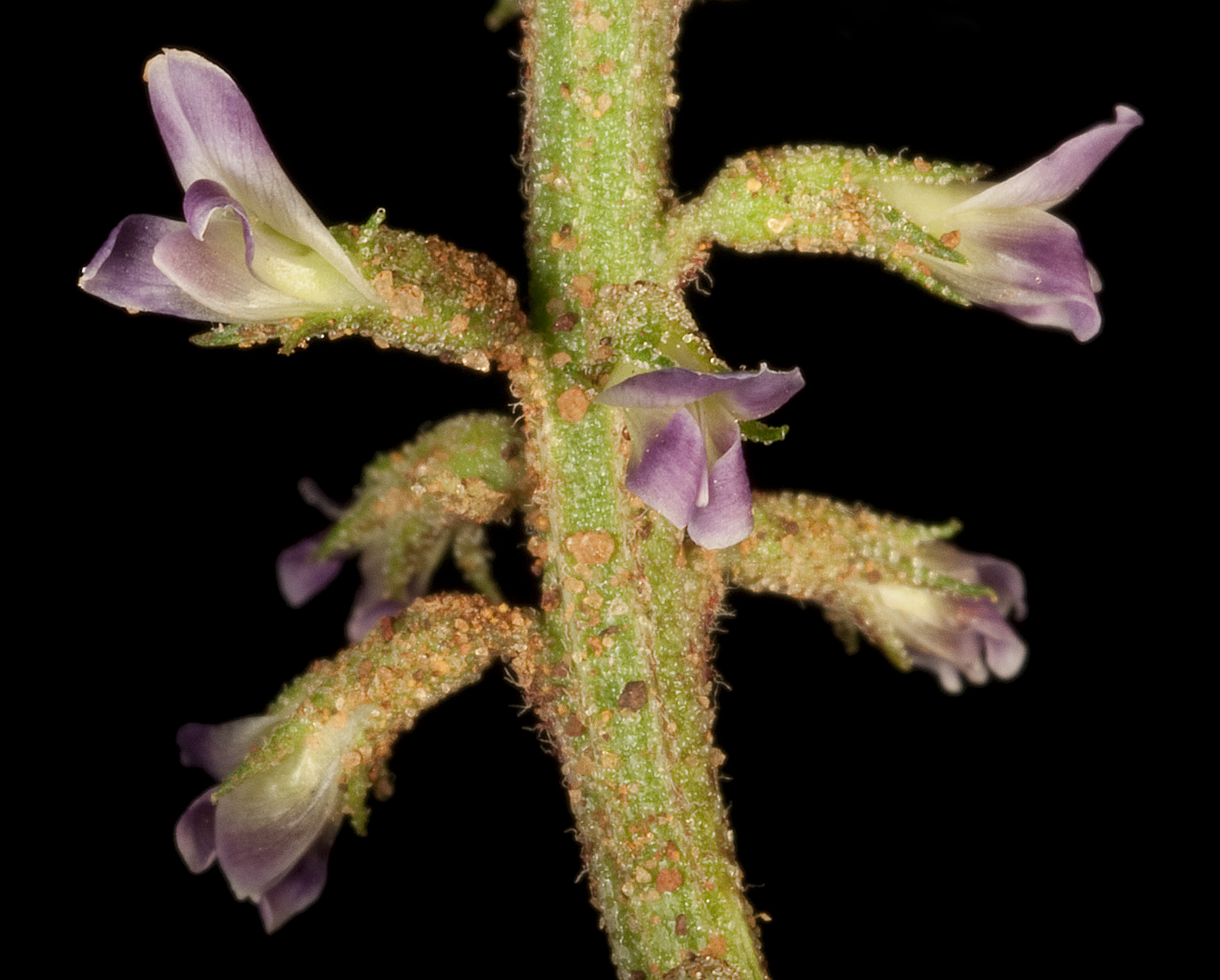